# 분청사기 박지철채모란문 자라병
분청사기 박지철채모란문 자라병(粉靑沙器 剝地鐵彩牡丹文 扁甁)은 조선 초기의 분청사기 병이다. 1991년 12월 25일  대한민국의 국보 제260호로 지정되었다.

## 개요
조선시대 만들어진 분청사기 병으로 야외에서 술, 물을 담을 때 사용하던 용기이다. 자라와 비슷한 모양을 하고 있어 자라병이라 불리며, 크기는 높이 9.4cm, 지름 24.1cm이다.
병 전체를 백토로 두껍게 바르고, 윗면에는 모란꽃과 잎을 간략하게 나타냈다. 무늬가 새겨진 곳 이외의 백토면을 깎아낸 후, 검은 색 안료를 칠하여 흑백의 대조가 대비되는 효과를 가져오게 하였다. 이와 같은 무늬 장식기법을 박지기법이라 하는데, 분청사기 무늬 중 조형적으로 가장 뛰어나다.
이 병의 박지모란무늬는 구성이 대담하고 활발할 뿐만 아니라 무늬와 바탕면과의 대조를 선명하게 하기 위하여 바탕면에 검은 색 안료를 입혔다. 병의 밑면에도 모란을 선으로 새겨 장식하고 있다. 굽은 낮고 바닥 가장자리에 덩굴무늬 띠를 돌렸으며, 유약의 색은 회청색으로 광택이 있으나 바닥의 일부는 산화되어 변색되어 있다.
박지기법과 검은 색 안료의 사용이 잘 조화되어 분청사기 특유의 대범하고 활달한 분위기가 잘 나타난 작품이다.

## 특징
이 병은 둥글고 납작한 몸체에 한쪽 끝부분에 입이 달려 있는 것으로, 자라와 비슷한 모습을 하고 있어 자라병으로 불린다. 전면에 두텁게 백토를 분장하고, 윗면에는 활짝 핀 모란꽃과 잎을 힘차게 나타내고 그 밖의 면을 깎아낸 후, 깎아낸 기면에 철사를 칠하여 백토 분장의 백색과 철사의 흑색이 대조되어 문양이 뚜렷이 대비되는 특징을 보여주고 있다. 아래쪽 면에는 당초문대를 돌렸으며 산화되어 있다. 굽다리에는 모래받침으로 받쳐 구운 흔적이 남아 있다. 유색은 엷은 회청색으로 광택이 있으며, 전면에 발라져 있다. 자라와 같은 형태의 이 납작한 병에 새겨진 박지기법의 모란문의 구성이 활달하고 대범하며, 철채를 입혀 흑백으로 문양의 대비가 뚜렷하여 신선한 감을 보여 있다. 15세기 후반 경 호남지방의 고창 용수리, 광주 충효동 등의 요에서 제작된 것으로 보이며, 야외용의 술이나 물 등을 담아 사용하였던 용기의 하나로 드문 기형의 하나이다. 분청사기 특유의 대범하고 활달한 특징이 잘 담겨진 뛰어난 작품이다.

## 참고 자료
- 분청사기 박지철채모란문 자라병 - 국가유산청 국가유산포털

 본 문서에는 서울특별시에서 지식공유 프로젝트를 통해 퍼블릭 도메인으로 공개한 저작물을 기초로 작성된 내용이 포함되어 있습니다.